# 内外緑地
内外緑地株式会社（ないがいりょくち）は、かつて北海道札幌市に存在した不動産会社。

## 歴史

### 前史
1958年に釧路市で森徳蔵と松坂有祐らにより、前身となる「道東土地」を設立。資本金5000万円・授権資本2億円と当時釧路市内で随一の資本規模で翌年から釧路市周辺での宅地開発に乗り出す一方で「内外緑地開発」に社名を変更し、1960年に札幌支店を設置。しかし不動産ブームによる過当競争の煽りを受け2000万円の負債を抱え札幌から撤退することとなり、その後松坂が新会社を設立する事となった。

### 創業初期
1960年12月に松坂有祐が社長として独立する形で改めて札幌市で「内外緑地開発」を設立。役員には高田富與、ペギー葉山、飯田三郎、堀末治、伊藤郷一、箕輪登などの著名人・政治家が据えられた。「単に土地を売るという事ではなく、街づくりに参加する」といった信念のもと、創業当時安く買い叩かれた農地を造成せず販売した低質な宅地が横行する中で、上下水道・側溝・舗装道路・水銀灯といったインフラ整備を行った上で高価格で利幅を大きくとった宅地開発を志向し、一時は5000万円の赤字となるも宅造規制法の施行により競合が減ったこともあり倒産を免れ、1963年には「内外緑地」に社名を変更。
「反省のないところに前進はない」「他人があっての自己と知れ」「向上は感謝の心から生まれる」「真の勇気は正しいことを実行するためにある」「表裏ある行動は自らの墓穴を掘るものだ」といった社訓のもと社員教育を徹底し月曜を定休日として地方からの来客を迎えやすくするなどサービスを高め、土地買収にあたっては社員に地主の農家の乳搾りや馬耕の手伝いをさせ、本社への来客に対し全社員で最敬礼させるなどし「内外緑地の社員のしつけは札幌一」とも言われ信用を高めていき、札幌市内への人口集中による居住地拡大の進度を見極めて手稲樽川・茨戸・藤の沢などの郊外地域にて早期に広大な土地を確保し近辺での人口が増加した際に地価の上昇を踏まえ造成に取り掛かる戦略をとった。1964年時点で定山渓国道・千歳弾丸国道・石狩国道・札樽国道・岩見沢街道・手稲街道・雁来街道といった札幌を中心に放射状に伸びる主要道路沿いの郊外地域に点在する形で開発を行い、不動産ブームの沈静化を反映して建売住宅の販売や土地購入者への住宅建設費の2割助成といった振興策も図りつつ1966年時点では80箇所約350万平米の分譲を行った。

### 新札幌団地の開発
1965年には石狩町樽川（現・石狩市花川南地区）の原野で土地を分譲し「新札幌団地」として基礎を固め、団地敷地には自社で電話や水道の整備も行い1969年までに530戸の住宅・商店が入居した。また1966年には温泉発掘に成功し1968年からレジャー開発計画を本格化、1969年に温泉施設「内外レジャーランド」を開業、これを皮切りとして人造湖・野外ステージ・スポーツ施設などを建設し人工物と自然を調和させた国内屈指の通年型レジャー施設の建設を構想。しかし1969年には地下水を用いた簡易水道に浄水場を設けず消毒薬を過剰に添加し下痢などの健康被害やペットの金魚が死亡するといった被害が生じ、1970年1月に水道法に基づいた浄水場を設置したほか、公共用地が児童公園のみに留まり商店が住宅と混在する形で配置されるといった場当たり的な整備も見受けられた。
その後は3.3キロ平米の敷地で21世紀型の都市開発を目指し、「ニュー・サッポロ・シティ」計画として西原研究所の設計で24時間型の都市としてホテル・スポーツ施設・大型商業施設・ナイトレジャー施設・本社ビル・ケーブルテレビ局等を建設する案が検討され、1972年には日本万国博覧会のスカンジナビア館の移設や52レーンのボウリング場を開業するなど石狩町内での大規模開発を推し進め、1972年3月期にはピークとなる年商75億7800万円を数えた。

### ユー&アイ・マツザカ
土地ブームの沈静化による業績低迷を受け、不動産事業の低迷を補うべく総合商社を志向し、1974年には新宿住友ビルの44階1フロアを借り切って東京へ進出。不動産事業の他インテリア・ハウジング・貿易・信販といった多角化に踏み切る中で新社名を公募、6月には社名を「ユー・アンド・アイ・マツザカ」に変更し東京・札幌の二元本社制とし東京本社では肖像画やがん保険などを取り扱い、東京進出には14億円余が費やされた。
多角化戦略については出版事業において講談社からスタッフを引き抜いたうえで全国誌「人と郷土」の発刊や、1977年の日本赤十字社百周年に便乗し松坂科学文化振興財団とともに計画した「日赤百年史」などが検討されていた。日赤百年史については全国1000万人の日赤社員に1冊2万円で販売する目論見としたが、日赤本社から強制販売を認めないと抗議があり断念、1冊6万8千円の豪華本「人類愛と我が栄光を語る」を制作し購入者1人に付き8ページの人物紹介を挿入する計画に切り替えるも注文は乏しく断念されている。この他不動産店のフランチャイズチェーン化計画や、有名人と並んだ肖像画や消火器・美顔器などの販売を行うも、ガン保険販売を除いて目ぼしい成績は挙げられず住友ビルの東京本社はフロアの半分を削減する事となり経営悪化に拍車をかけた。

### 経営破綻
1975年3月期には年商29億3,400万円に縮小、保証金付き物件の販売や社長親族が保有する資本金15億円のうち3億円の自社株を増資や上場の予定を名目に外部へ売却し糊口をしのぎ、1976年9月末時点では銀行借入32億9800万円・手形23億円・その他恩借や未払金計約70億円の負債に対し預金は約7億6770万円で、13.4億円を貸し付けたメインバンクの北陸銀行からは貸し付けた金を他行への返済へ回したことにより不信感が生じ、他の借入先が「メインの北陸銀行が声をかけず動きようがない」との理由から金融支援に消極的な状況となり、10月頃には決済資金が5億円不足する一方で流通事業への進出も検討され10月28日には社長が上京し金策を試みたが、月末には不渡りが発生し事実上倒産、11月6日には東京地方裁判所に会社更生法適用を申請、負債額112億円で道内企業では当時戦後最大の倒産となった。

### 経営再建後
1979年に札幌地方裁判所が3年間の更生計画を承認し「内外緑地」に再度社名を戻す形とし、資本金を15億円から200万円に減資し社員を200人から10人と大幅に整理し本社を札幌駅前通から中央区南2条西13丁目のビル空中階に移転するといったリストラ策を施し、95%が市街化調整区域に指定されていた石狩町の330万平米の社有地は藤学園や道立高校・総合病院の用地として売却するなどの積極的な資産処分を実施、1981年3月には更生計画上の42.6億円の負債を完済し28.5億円の余剰利益が生じたこともあり2,800万円を運転資金に用い残りを追加の弁済に当て約8割の弁済を行い、従業員も存続を強く希望していたことから会社を存続する方向となり当初予定より早く更生手続を終了させる運びとなり、1982年5月31日に更生手続を終了、管財人を務めた藤田光則が社長となった。
1986年には「内外産商」に社名を変更、1989年時点では不動産業と燃料販売を営んでいた。1995年に株主総会で解散が決議され1996年に札幌市中央区から現在の清田区に登記上の本社が移転、2015年には法人番号「2430001034027」が与えられ、休眠会社状態となっている。

## 社名・社章
内外緑地の社名は「内も外も緑に」といったイメージや、緑には「憩いとやすらぎ」のイメージ、また「緑地は幸福の場」といった思いを込めたものとした。社章は地球の赤道上に「NAIGAI」と書いた帯を据え世界への雄飛を象徴し、希望と情熱を表す赤い輪で地球を囲み外郭には24時間弛みない日進月歩を表す歯車を配した。
1974年から倒産まで使われた「ユー・アンド・アイ・マツザカ」の社名は「あなたと私の」という親しみを込めた思いや「友愛」を表し、友（U）・理解（Understand）・独創性（Unique）・全世界（Universal）・理想郷（Utopia）をあわせ「人類社会全て友人 相手への理解から始まり、ユニークな発想を持って、全世界への広がりの中で、理想郷の建設を目指す」との思いの「5U」と、愛（I）・英知（Intelligence）・創造性（Imagination）・自主独立（Independent）・進歩（Improvement）・国際性（International）・理想（Ideal）をあわせ「すべての人々への愛、英知と、創造性と、自主独立と、進取の気性と、国際的な視野に立って、理想的な愛を示そう」との思いの「7I」をあわせた「5U7I精神」の基本理念を表すものとした。

## 沿革
- 1958年 - 釧路市で前身企業「道東土地」設立[3]、後に「内外緑地開発」に社名変更。
- 1960年
  - 内外緑地開発（初代）札幌支社設立[5]。
  - 12月 - 初代内外緑地開発札幌支社撤退を決定[5]、松坂有祐が新会社となる内外緑地開発株式会社を札幌市に設立[1][6]、資本金2000万円[4]。大通西5丁目に本社を置いた[5]。
- 1961年
  - 5月 - 業務開始[5]。
  - 6月 - 室蘭支社設置[6]。
- 1963年 - 旭川・帯広・北見支社設置[6]。「内外緑地」に社名変更[1]。
- 1964年 - 釧路支社設置[6]。
- 1965年 - 石狩町で「新札幌団地」分譲開始[6]。
- 1969年1月 - 新札幌団地敷地内で発見された温泉を用いレジャー施設「内外レジャーランド」開業[11]。
- 1972年
  - 2月2日 - 石狩町に日本万国博覧会スカンジナビア館を移設した「スカンジナビアン・パビリオン」を開業[29]。
  - 6月8日 - 本社を札幌市中央区大通西5から中央区北2条西3丁目の敷島ビル内に移転[30]。
  - 7月 -　石狩町に52レーンのボウリング場「ボウルニューサッポロ」を開業[10]。
- 1973年 - 青少年育成と国際交流を目的として内外緑地・松坂有祐個人が各1億円を拠出し[31]、財団法人松坂科学文化振興財団（現・北海道青少年科学文化財団）設立[4]。
- 1974年6月1日 - 社名を「株式会社ユー・アンド・アイ マツザカ」[6]（英：MATSUZAKA&CO.,LTD.[28]）に変更。
- 1976年11月6日 - 東京地方裁判所に会社更生法適用を申請[17]。負債総額約112億円[18]。
- 1977年5月20日 - 札幌地方裁判所が会社更生手続き開始を決定[32]。
- 1979年3月23日 - 札幌地裁に提出していた更生計画案を承認、弁済率4割で社名を内外緑地に戻す内容とした[19]。
- 1982年5月31日 - 会社更生手続を終結[23]。
- 1986年3月15日 - 社名を「内外産商株式会社」に変更[25]。
- 1995年9月30日 - 株主総会で解散を決議[25]。

## 不祥事
- 1973年11月から1975年3月にかけてマツザカ社が使用する際に返却する形で予約仮登記を行い金利法への抵触を避けた損害賠償金の名目で3割の金利を上乗せした額で1年半後に買い戻す形で約30億円の土地を販売、1975年10月から1976年3月には新琴似・屯田の市街化調整区域を還付金付きで販売し1980年に市街化区域に編入された場合年2割の金利を付けて引き取り宅地造成を行う名目で約5億円の土地を販売した[2]。しかし保証金付き物件は地価が上昇せず赤字となり手形や分割で支払いを延ばし強く返金を求める顧客には取り付け騒ぎを懸念して条件通り買い戻しを行い、市街化調整区域については1985年の編入を目論んでその間貸し農園にするとして引き伸ばしを図っていた[2]。これに対して富良野市の農民ら7人が松坂社長ら役員14名を相手取り総額2100万円以上の損害賠償を請求するとともに役員4名を出資法違反と詐欺罪で告訴、この他1977年1月には自社株式を2年後に2倍で引き取るとの名目で大量に売りつけられたとして帯広市・浦幌町の会社員からも提訴されている。一連の訴訟は1981年7月に被害額の半分以上を返還する形で和解に至った[33]。